# Paulo Massadas
Paulo César Guimarães Massadas  (Rio de Janeiro, 12 de outubro de 1950) é um cantor, compositor e produtor musical brasileiro. Fez sucesso em uma parceria com Michael Sullivan.

## Biografia
Formado em marketing, começou a despertar para a música quando aos sete anos ouviu pela primeira vez Little Richard cantando "Tutti Frutti" numa loja de discos da qual o pai era sócio. A partir da década de 1960, motivado por movimentos como a Beatlemania, Jovem Guarda, Tropicália e os grandes Festivais de Música Popular Brasileira, Massadas começou a sua primeira banda em 1967. Entretanto, o batismo profissional aconteceu quando, em 1972, o maestro Lincoln Olivetti o convidou para cantar e tocar contrabaixo em seu conjunto de baile, juntamente com Serginho Herval (futuro integrante do Roupa Nova) na bateria.
Sua primeira canção a ser gravada foi "O Mago de Pornois". Era uma canção infantil interpretada pela cantora Vanusa e foi exibida no Fantástico (Rede Globo) em 1973. Nos anos seguintes, Paulo Massadas viria a dedicar-se à conclusão do seu bacharelado em Publicidade e Propaganda pela Universidade Gama Filho (RJ).
Em 1978 daria início à sua parceria com o cantor e compositor Michael Sullivan. No entanto, somente no final de 1983 a dupla Sullivan & Massadas alcançaria o seu primeiro grande "hit" com a gravação da canção "Me dê Motivo" por Tim Maia. Nesse mesmo ano, "Meu Ursinho Blau Blau", uma outra música de Paulo Massadas (em parceria com Sérgio Diamante), também alcançava o topo das paradas.
Em 1984, já trabalhando como produtor e compositor exclusivo da gravadora Sony BMG, Paulo Massadas pôde realizar um antigo sonho: compor músicas para crianças. A partir dessa ideia, foi criado o projeto Clube da Criança, com a participação de Patricia Marx e Luciano Nassyn (que mais tarde seriam a base do grupo Trem da Alegria). Foram também convidados a participar desse trabalho o Palhaço Carequinha, Sérgio Mallandro, Robertinho de Recife, Roupa Nova, Martinho da Vila, Sérgio Reis, Emilinha e Xuxa, na época apresentadora de um programa infantil da Rede Manchete. Esse projeto, juntamente à Turma do Balão Mágico, viria a desencadear o maior boom do mercado infantil de todos os tempos. O primeiro LP, autointitulado, vendeu 300 mil cópias, puxado pelo hit "É de Chocolate".
A partir daí seguiu-se uma verdadeira avalanche de sucessos. Músicas criadas nos mais variados estilos, que caíram no gosto popular e passaram a ditar as novas regras do mercado fonográfico: "É de Chocolate" (Clube da Criança), "Uni, Duni, Tê (Trem da Alegria),  "Nem Morta" (Alcione), "Leva" (Tim Maia), "Whisky a Go-Go" (Roupa Nova), "Amanhã Talvez" (Joanna), "Um Dia de Domingo" (Gal Costa e Tim Maia), "Deslizes" (Fagner), "Lua de Cristal" (Xuxa), "Amor Perfeito" (Roberto Carlos) e muitos outros êxitos interpretados pelos grandes nomes da Música Popular Brasileira. O sucesso, contudo, nem sempre era bem recebido por parte da crítica, que considerava sua música puramente comercial e acaba avaliando negativamente até os artistas que aceitavam gravar canções escritas por eles.
Paulo afirmou que, durante a ditadura, canções que falavam de liberdade faziam sucesso, mas conforme o regime foi se abrindo nos anos 1980, as pessoas começaram e preferir temas mais leves, e a dupla apostou nesse caminho, em oposição à MPB e à Bossa Nova, que ele definiu como "maravilhosas, mas eram música da elite".
Em 1986, Paulo Massadas produziu para a gravadora Sony BMG um projeto em português para o cantor e compositor Juan Manuel Serrat, um dos maiores fenômenos da música espanhola. Esse disco contou com a participação de Caetano Veloso, Maria Bethânia, Gal Costa, Toquinho e Fagner.
Em 1987, juntamente com Michael Sullivan, lançou o LP do grupo humorístico-infantil Os Trapalhões, com as músicas do filme Os Fantasmas Trapalhões e a música-tema da campanha Criança Esperança
Em outubro de 1987, juntamente com Michael Sullivan, na cidade de Los Angeles, Paulo Massadas compôs e gravou com Jermaine Jackson a swingada  "I Need Somebody", bem ao estilo Jackson 5, para o disco "Michael Sullivan & Paulo Massadas". Outro grande convidado a participar desse trabalho foi Sérgio Mendes, um dos maiores ícones da música brasileira em todo o mundo. Esse projeto, lançado pela gravadora Sony BMG, também contou com a participação de Sandra de Sá, Alcione, Fafá de Belém, Roupa Nova, Joanna, Fagner, Rosana, José Augusto, Patricia Marx e Trem da Alegria na canção "Dê Uma Chance ao Coração".
Em 1988, a dupla Sullivan e Massadas, juntos com o Trem da Alegria cantaram a música "Lady X". o LP do grupo humorístico-infantil Os Trapalhões, foi lançado. Os humoristas ganharam disco de ouro ou platina.
Em 1990, a gravadora Som Livre lançou o CD "Sullivan e Massadas ao Vivo". Nesse trabalho Sullivan e Massadas cantavam músicas consagradas pela dupla, em duetos com Fagner, Fafá de Belém, Joanna, José Augusto e Alcione.
Em 1991, o LP comemorativo de 25 anos do grupo humorístico-infantil Os Trapalhões, foi lançado. A música  "Amigos do Peito", foi tema durante muitos anos da campanha Criança Esperança. Chitãozinho & Xororó que cantou a música tema. Os próprios Trapalhões também cantaram a música no programa Os Trapalhões.
Em 1994, a parceria entre a dupla se desfez.
A gravadora Sony Music Portugal, no ano de 1999, convidou Paulo Massadas para produzir um projeto infantil para a televisão portuguesa (TVI). Esse trabalho tornou-se um grande sucesso de vendas, chegando a disco de platina dupla. No ano seguinte, Massadas voltou a Lisboa para produzir o volume II. As vendas desse novo disco superaram as do disco anterior, gerando um segundo disco de platina dupla.
No ano 2000, Paulo Massadas recebeu um convite da Fonovisa (na época a maior gravadora latina do mundo) para trabalhar como produtor e foi viver nos Estados Unidos. Desde então começou a atuar no mercado latino. No momento, Massadas possui mais de 70 músicas gravadas em espanhol.
Atualmente Massadas possui mais de 700 canções gravadas em todo o mundo. Artistas internacionais como Julio Iglesias, Dionne Warwick, Ricky Martin, Billy Paul, Gregory Abbott, Juan Manuel Serrat, Jermaine Jackson, Ana Gabriel, Lupita D’ Alessio, Chayenne, Richard Clayderman e outros experimentaram versões, produções e/ou composições dele.

## Canções
- "Me dê Motivo" (Tim Maia)
- "Deslizes" (cantada por Fagner)
- "Whisky a Go-Go" (cantada por Roupa Nova)
- "Um Dia de Domingo" (cantada por Gal Costa e Tim Maia)
- "He-Man" (Trem da Alegria)
- "Amor Perfeito" (Roberto Carlos - composta em parceria com Michael Sullivan, L. Olivetti e R. Jorge)
- "Um Sonho a Dois" (Joanna e Roupa Nova)
- "Brincar de Índio" (Xuxa)